# RapidShare
RapidShare fue una empresa de origen alemán de alojamiento de archivos, radicada en Cham,  Suiza, que operó principalmente en internet. La empresa perteneció a RapidShare AG. RapidShare ofrecía un sistema sencillo y accesible de almacenaje y distribución de archivos a través de internet. RapidShare daba a los usuarios dos modos de uso: gratis (con más limitaciones tanto en almacenamiento como en descarga) y premium, con menores limitaciones, pero de pago, que permitía descargar 5 GB diarios y cuenta (cantidad escalable mediante pago). Según Alexa, en el año 2008 ocupó el lugar número 16 de la lista de sitios más visitados de internet.

## Historia y evolución
Comenzó operando en  www.rapidshare.de, pero en octubre de 2008, comenzó a operar paralelamente como www.rapidshare.com.Todo el peso empresarial recayó en Rapidshare.com, mientras que Rapidshare.de dejó de operar en marzo de 2010. Este paso pudo ser debido a su imparable crecimiento, pero también por una estrategia empresarial para sacar físicamente la empresa de Alemania y trasladarla a un país como Suiza, con ventajas fiscales y legales. Los servidores de Rapidshare se encontraban en Alemania, su sede en cambio estaba en Suiza.

## Derechos de autor y copyright
Uno de los problemas que ha de afrontar RapidShare es que parte del contenido hospedado en sus sistemas de almacenamiento puede tener copyright, por lo que ha de enfrentarse continuamente con las asociaciones que defienden estos derechos de autor, como MPAA, RIAA o la SGAE en España a pesar de que las acciones de la SGAE no tienen cabida en el sistema español con copia privada pero en cambio las de la RIAA o la MPAA sí, ya que están bajo legislación estadounidense. Para casos de abuso o perjuicio, la empresa ofrece una dirección de correo electrónico para reportar un archivo con copyright, pese a que sólo el dueño del mismo puede hacer la denuncia.
En enero de 2008, La cámara de Microempresarios de Suiza (CMS) falló a favor de RapidShare, en un juicio por motivos legales.

## Búsquedas de contenidos
Aunque rapidshare alojaba diferentes y variados contenidos, uno de los métodos utilizados para proteger su contenido es no ofrecer un buscador propio de enlaces de descarga. Gracias a ello han proliferado en la red multitud de buscadores específicos que permiten encontrar los enlaces que de otro modo se encontrarían esparcidos por toda la red (especialmente en foros especializados) y sin los cuales rapidshare no podría ofrecer un sistema coherente de descarga. Entre los mismos podemos encontrar multitud de buscadores basados en 'búsquedas personalizadas Google' o buscadores exclusivamente dedicados a estos servicios.

## Críticas
En sus últimos meses, los usuarios que han tenido que hacer uso de alguno de los servicios prestados, han argumentado que este servicio cada vez perdía más agilidad, accesibilidad y operatividad, siendo casi imposible obtener un archivo de común interés alojado en el citado dominio dadas las restricciones impuestas a los internautas con acceso gratis o libre siendo la mayoría de visitantes del sitio web, ya sea por los tiempos de espera exagerados o bien por la ridícula velocidad de descarga, proyectándose más hacia una web con fines lucrativos muy marcados y con poco interés de ganar la preferencia ante la mayoría de sus usuarios que no están dispuestos en invertir económicamente en el sitio para obtener las ventajas de una cuenta prepago en casos promedio, ya que, incluso usuarios con acceso prepagado exponen estas mismas quejas, pues son notablemente mermadas las descargas, de modo que no es muy factible obtener las facilidades que dicho sitio web hace merecer a sus usuarios registrados.[cita requerida]
Sin embargo, es de notarse su visión empresarial [cita requerida], puesto que es uno de los pocos sitios que ofrecía un gestor de descargas para Linux [cita requerida] y uno de los precios por cuenta Premium más bajos del mercado.[cita requerida]

## Cierre
Rapidshare informó  que el 31 de marzo de 2015 daba por finalizado el servicio y todas las cuentas serían eliminadas así como los archivos.Este cierre voluntario se debió al alto mercado competitivo existente hoy en día y a sus incesantes batallas legales contra la industria que defiende el copyright. RapidShare pasó a la historia como otros servicios de almacenamiento en la nube que desaparecieron como Megaupload.